# Monoloxis cinerascens
Monoloxis cinerascens är en fjärilsart som beskrevs av W. Warren 1896. Monoloxis cinerascens ingår i släktet Monoloxis och familjen mott. Inga underarter finns listade i Catalogue of Life.